# Бондаренко Віталій Вікторович
Віта́лій Ві́кторович Бондаре́нко — український програміст, асистент кафедри теоретичної кібернетики факультету кібернетики КНУ ім. Тараса Шевченка, віце-президент стартапу Crossover.
Член журі Всеукраїнської шкільної та Міжнародної олімпіад з інформатики. З 1998 року щороку представляє Україну на Міжнародній олімпіаді з інформатики в якості голови чи заступника голови команди. За роботу з обдарованою молоддю має почесні грамоти Міністерства освіти і науки України (2001, 2005), Відмінник освіти України (2008).
У 2007 році компанією TopCoder було відзначено найкращих викладачів «за визначний внесок у життя своїх студентів» (TopCoder Collegiate Challenge Prestigious Professor Award). До фіналу з усього світу було відобрано вісім викладачів. За результатами фінального голосування друге місце посів Віталій Бондаренко.
У 1992 році здобув бронзу на Міжнародній олімпіаді з інформатики в складі першої команди незалежної України.